# 조선문학가동맹
조선문학가동맹(朝鮮文學家同盟)은 한국 군정기에 서울에서 결성되었던 좌익 계열의 문학 단체이다.

## 결성과 목적
태평양 전쟁 종전 후에 좌익 계열의 문학 단체가 상대적으로 온건한 조선문학건설본부와 강경파가 중심이 된 조선프롤레타리아예술가동맹으로 양분되면서 두 단체의 통합 움직임이 일었다. 조선문학가동맹은 1945년 12월 6일에 두 단체가 통합 성명을 내면서 가칭 조선문학동맹으로 결성되었다.
정식으로 출범한 것은 1946년 2월 8일부터 이틀 동안 개최된 조선문학자대회를 통해서이다. 이때 조선문학동맹이라는 명칭 대신 조선문학가동맹을 사용하기로 확정되었다.
조선문학가동맹의 5대 강령은 다음과 같다.
1. 일본제국주의 잔재의 소탕
2. 봉건주의 잔재의 청산
3. 국수주의의 배격
4. 진보적 민족문화의 건설
5. 조선문학의 국제문학과의 제휴

## 조직 및 구성
조선문학자대회를 거치며 중앙집행부 위원장에 홍명희가 선출되고, 부위원장으로 이기영, 한설야, 이태준, 서기장에 권환이 뽑혔다. 그러나 실제로는 이기영과 한설야를 중심으로 한 조선프롤레타리아문학동맹 계열의 반발이 남아 있었고, 남조선로동당 중심의 조선문학건설본부 계열과 갈등이 내재되어 있었다.
문학 장르별로 소설부, 시부, 평론부, 희곡부 위원회를 두고, 농민문학, 아동문학, 고전문학 위원회가 설치되었다. 조선문학가동맹은 조선문화단체총연맹에 가맹하고, 서울지부를 시작으로 각 도에 지부를 건설해 조직을 확대했다.

## 활동 및 해체
조선문학가동맹은 박종화 중심의 중앙문화협회와 뚜렷이 대립하며 문단을 좌우익으로 양분했다. 1946년 7월에 창간한 기관지 《문학》을 8호까지 출간하였고, 조선문학상을 신설하여 시상하였다. 발행인 대표는 이태준이었다.
그러나 미군정의 좌익 계열 탄압 때문에 출범 후 곧  활동이 제한되었다. 《문학》 3호는 몰수되고 5,6호는 제한된 부수만 발간되었다. 1946년 11월 제2회 문학가동맹회의가 예정되어 있었으나, 예정대로 열리지 못하고 무기한 연기되었다. 이때 중앙집행부 위원장으로 이병기를 선출하고 대중화 운동에 들어갔다.
1947년부터는 탄압이 강화되어 주요 인물들이 소군정 지역으로 속속 탈출하면서 활동이 크게 위축되었다. 제1공화국 수립으로 분단이 확정된 뒤에는 사실상 와해되었다. 조선문학가동맹에 참여했던 문인들은 대부분 조선민주주의인민공화국으로 갔으며, 남은 사람들은 국민보도연맹에 가입했다.

## 참고자료
- 강만길 (1995년 5월 1일). 〈해방 공간의 문학 (김윤식) - 2. 전국문학자대회의 표정〉. 《해방전후사의 인식 (2)》. 서울: 한길사. ISBN 8935600016.